# Campsurus notatus
Campsurus notatus är en dagsländeart som beskrevs av James George Needham och Murphy 1924. Campsurus notatus ingår i släktet Campsurus och familjen Polymitarcyidae. Inga underarter finns listade i Catalogue of Life.